# Treze de Maio
Treze de Maio es un municipio brasileño del estado de Santa Catarina. Tiene una población estimada al 2021 de 7 104 habitantes.

## Historia
Fundado por inmigrantes italianos como núcleo de la Colonia Azambuja, conocida entonces como Quadro por la forma de deslinde territorial. El nuevo asentamiento adoptó el nombre Treze de Maio, asociado a la fecha de la liberación de esclavos en la región.
Se emancipó de Tubarão el 20 de diciembre de 1961.